# Igor Vidaković
Igor Vidaković (* 20. August 1983 in Bruchsal, Deutschland) ist ein ehemaliger kroatischer Fußballtorwart.
Vidaković war seit Januar 2010 Mitglied der ersten Mannschaft von Dinamo Zagreb. In der Saison 2009/10 war er hinter Tomislav Butina zweiter Torwart des Clubs. 2013 wechselte er in die Regionalliga Ost.
Nach mehreren weiteren Wechseln beendete er 2015 seine aktive Karriere.